# العرام (الطفة)

تعديل مصدري - تعديل

العرام هي إحدى قرى عزلة ال هياش بمديرية الطفة التابعة لمحافظة البيضاء، بلغ تعداد سكانها 104 نسمة حسب تعداد اليمن لعام 2004.